# Banda de Música Santa Cecilia

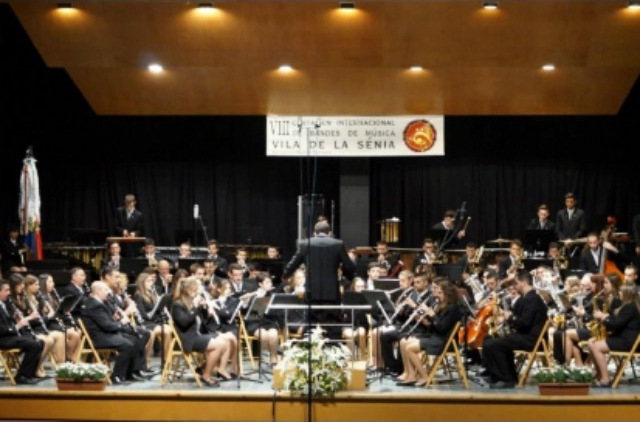
Asociación Músico Cultural Santa Cecilia de Elda.

La Banda de Música Santa Cecilia o banda de música de la  AMCE (Asociación Músico Cultural Eldense) Santa Cecilia es una banda de música española natural de Elda, Alicante, que hizo su presentación oficial en 1852 liderada por Joaquín Beltran, panadero y fundador de la banda de música oficial de Elda. 
Se trata de una de las bandas de música más jóvenes y con mayor éxito de crítica. Todo ello le ha servido para pronto comenzar a participar en numerosos eventos nacionales e internacionales, así como para conseguir numerosos premios en diferentes certámenes de bandas de música populares. 

## Historia
Los orígenes de la Banda de música de Santa Celicia de Elda, los podemos posicionar en el año 1852, por un panadero llamado Joaquín Beltrán, que apenas tenía conocimientos de musicales, sin embargo, el dirigió la banda hasta su fallecimiento. 
Debido a ello, en el año 1900 la banda eldense, pasó a ser dirigida en manos de Ramón Gorgé Soler, gran compositor y director. Bajo su dirección, la banda obtuvo un gran triunfo en el Certamen Musical de Alicante, en el cual compitió con otras bandas de su mismo prestigio, siendo ella la que adquirió el primer premio.
A su vez, en estos años la banda musical sufrió diversos cambios de nombre, hasta que en 1986 se estableció la denominación actual: "Santa Cecilia", haciéndose cargo D. Francisco Moral, quien la sitúa a un altísimo nivel, puesto que añadió muchos de los premios obtenidos por la banda eldense.
La Banda de Santa Cecilia, poco después también tuvo el honor de participar en televisión en el año 1988, en programas como "Gente Joven" y "Una Música. Un Poble". Sería en el año 2002, cuando la banda realizó su primera grabación en directo en el Palau de la música de Valencia. En dicha grabación se incluyó el pasodoble Santa Cecilia de Elda, escrito por Juan Enrique Canet, como homenaje a los 150 años de Historia de la entidad musical eldense.
Posteriormente, la banda pasó a la dirección de Manuel Mondéjar Criado, el cual obtuvo el premio de "Batuta de Oro" en el 11º Concurso de Dirección enmarcado en el World Music Contest, celebrado en Holanda. Este dirigió la banda de Santa Cecilia hasta el año 2011.
A partir del 2012 hasta el 2016, sería D. Jaume Fornet Ausina, quien obtendría la dirección. Con él la banda obtuvo un nuevo premio en el 2014 en el Certamen Internacional de Bandas de Múisca de  Vila de la Senia. 
En la actualidad, la Banda Santa Cecilia, se encuentra formada por 117 músicos, la banda de Educandos está formada por 62, y la Escuela de Música imparte clase a 160 alumnos. Actualmente, la banda se encuentra en una etapa de transición, ya que quién fue director de la banda titular, D. Jaume Fornet Ausina, acabó su paso como director el pasado año 2016, dando paso a una prueba de directores. Entre los directores en prueba se encuentran: Iñaki Lekumberri Camps, Carlos Ramón Pérez y Pedro Ángel López.
Desde septiembre de 2023, Rafael Rico Pérez es el director titular de la Banda.

## Discografía
La Banda de Santa Cecilia desde su creación ha realizado numerosas grabaciones que podemos conocer a continuación:
- Año 1994: 50 años de Moros y Cristianos
- Año 1997: 50 aniversario Musulmanes Elda 1947-1997
- Año 1998: 50 años Zíngaros Elda 1948-1998
- Año 1999: Trinquete '99
- Año 1999: Y Concierto extraordinario de Música Festera
- Año 2000: La música de nuestras escuadras
- Año 2000: El Vinalopó... a banda
- Año 2001: Nuestra Música
- Año 2002: Nuestra banda. 150 años de música en Elda
- Año 2006: Elda 20 del Certamen de Música Festera
- Año 2007: Con nombre propio
- Año 2009: La música de Elda en vivo
- Año 2010: De Fang
- Año 2017: Azorín, Iván González García.

## Junta Directiva, bandas y profesores de la Escuela de Música

### Junta directiva
Pedro Maestre Azorín - Presidente
Carmen Ricote Jaime - Vicepresidenta
-Tesorera
- Secretaria
- Vicesecretario
Antonio Mnacera Cruz - Vocal
Antonio Roda Pérez - Vocal
- Vocal
- Vocal
José Francisco Bernabeu Iniesta - Vocal
Pablo Maestre Capó - Vocal
Rubén Sáez Tecles - Vocal

### Banda Titular A.M.C.E
117 - Componentes
Carlos Ramón Pérez - Director titular

### Banda de Educandos
62 educandos - Componentes
José M.Gonzalez Poveda - Director

### Escuela de Música
Antonio Roda Pérez - Director
Carmen Ricote Jaime - Jefe de Estudios
Eduardo Ángel Rosique - Secretario
Niti Bernal Juan, Antonia Gil Cano, Carmen Ricote Jaime, Elena Moya Martínez - Prof. de Leng. Musical
Adrián López Estevan - Prof. de Percusión
José Manuel González Poveda, Eduardo Ángel Rosique - Prof. de Trompa
Manuel Modéjar Criado, Santiago Rodríguez Perpiñán, Nuria Sánchez Martínez - Pfof. de Saxofón
Antonio Bonte Gómez - Prof. Trompeta
Antonio Bonete Gómez - Prof. de Fliscorno 
Gabriel Sanchiz Rico, Antonio Roda Pérez - Prof. de Clarinete
David García García - Prof. de Trombón
David García García - Prof. de Bombardino
Andrea Sala Vicedo - Prof. de Flauta
Carlos Monzó Romero - Prof. de Oboe
Pedro Azorín Arques - Prof. de Fagot

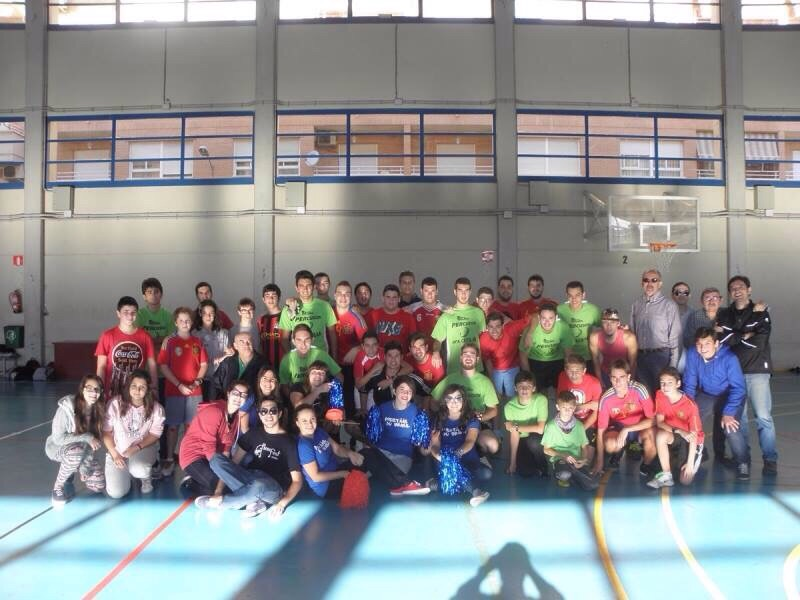
Partido Balommano "Banda Santa Cecilia"- Jornada Cultural

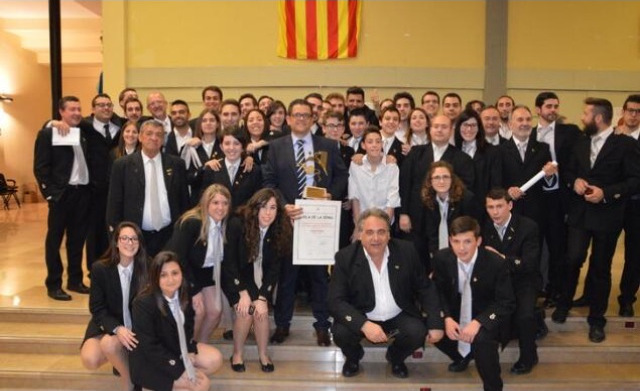
Banda de Música Santa Cecilia, Elda (Alicante)

160 alumnos - Total de alumnos de la Escuela de Música

## Asociación y actividades culturales
La Escuela de Música de la banda municipal eldense, programa e imparte sus clases a los educandos de 17:00 a 22:00 h, coincidiendo con el calendario escolar.
A su vez, organiza las jornadas culturales en la segunda semana de noviembre en la celebración de la festividad de Santa Cecilia. En dicha festividad,tienen lugar diversos conciertos como, el Concierto Extraordinario de Santa Cecilia y el Concierto de Navidad. Además, los integrantes de la escuela y de la banda de música, son partícipes en diversas actividades, como juegos deportivos, o recogida de nuevos músicos, los cuales pasan a formar parte de la banda oficial de Santa Cecilia, y en su honor se realiza una merienda y un pasacalles como bienvenida a dicha organización.
A esto se suma, el día de la Comida de Santa Cecilia, la participación de la banda en las fiestas de los Moros y Cristianos de Elda, y numerosos viajes de la banda para realizar conciertos en otros municipios, acompañados de sus familiares y personas más cercanas, con la finalidad de disfrutar y pasar una bonita experiencia llevando a cabo lo que más les gusta a los músicos de dicha escuela.

## Plantilla

### Bombardino
Jose Francisco Bernabeu Gil, Marta Mateos Arenas, Victorino Sánchez Serrano

### Clarinete
María Amarillo Tortosa,Nuria Amat Álvarez, Cano Jiménez, Antonio, Elena Moya Martinez, Francis Gil Abellán, Franciscos Orgilés Pérez, María José Gascón Tárraga, Antona María Gil Cano,Verónica González Sarrió, Carmen Gómez Múñoz, Andrea de Isabel Español Planelles, Carmen Haro Díaz, Iñaki Ríos Gracía, Frenando Juan Pérez, Virtudes Martínez Castillo, Ana Isabel Martínez Sánchez, Alicia Martínez-Pons Ortuño, Lourdes Pérez MIllán, Ana Belén Perez Soria, Francisco Javier Pérez Villaplana, Ramón Lopez Requena, Emilio Rico Navarro, Ernesto Rico Navarro, Carmen Ricote Jaime, Antonio Roda Pérez, José Joaquín Segura Ávila, Carlos Sirera Pérez, Sara Vázquez Múñoz.

### Flauta
Alicia Juan Juan, Raquel Bailén Marcos, Adelina Español Planelles, Sergio Giménez Juan, Joel Milán Martinez, María Mohedano Beltrán,Carmen Juan Catalán, Ana Modéjar Amat, Laura Riquelme Valera, Andrea Sala Vicedo, Ana Sánchez Quitanilla.

### Fliscorno
Maite Mallebrera Méndedz, José Enrique Martínez Amorós, Agustín Martínez Caballero. 

### Oboe
Alfredo Gil Soler, Laura Melero Fenández de Mera, Sara Poveda Puentes.

### Percusión
Jorge Amarillo Tortosa, Manuel Amat Hernández, Juan Luis Arenas González, Barbara Garíca Gonzalez, Andrés Martínez López, Jose Adrián Pina Galardo, Carlos José Pérez Climent, Victor Pérez Muñoz, José Ramón pina Gallardo, Izam Arenas Pina.

### Saxo Alto
Anais Cano Rodríguez, Susana Amorós Ferriz, Paloma García Martínez, Jero Frenádez Pastor, Manuel Mondéjar Amat, Juan Carlos Martínez Sevilla, Manuel Mas Poveda, Antonio MOlina Giménez, Manuel Mondéjar Criado, Raúl Monreno Saéz, Toni Peinado Perez, Pedro Poveda Fernández, Ernesto Rico Juan, Nuria Sánchez Martínez, Francisco Teruel Pardo.

### Saxo Barítono
Héctor Francisco Juan Juan, Francisco Daniel Vázquez Álvarez

### Saxo Tenor
David Cremades Beltrán, Pablo Maestre Capó, Francisco Sogorb Gómez

### Trombón
Álvaro Díaz Rodríguez, Francisco Javiere Villaescusa Saez, Víctor González Sarrió, Iván González García, Juan José Cartero, José Sanchez Cerdá, David Martínez Ortuño, Ximo Segura Gascón, Adrián Suárez López, Rubén Sáez Tecles.

### Trompa
Ricardo Amorós Amat, Enrique Amorós Valiente, George Dinu, José Manuel González Poveda, Francisco Martinez Zafra, Laura Peinado Obrador, Juan Carlos Sánchez Albarracín, Eduardo Ángel Rosique, María José García González

### Clarinete Bajo
Andrés Iborrra Jover

### Trompeta
Noé Amarillo Martínez, Pedro José Arnedo Cuenca, Abel Bonal Fernández, José Tomás Expósito González, Carlos Ganga Galiana, Sergio García Guardiola, David Mancera Parada, Alberto Moreno Sáez, Javier Pérez Martínez, Jonathan Rodríguez Delicado, Maikel Sempere Cruzado, Raimundo Varela Gómez, Raimundo Varela Fernández.

### Tuba
José Augusto Gran Sánchez, Juan Manuel Gómez Guijarro, José Enrique Martínez Egea

### Clarinete Bajo
Andrés Iborra Jover

## Premios y reconocimientos
. Año 1987 - Obtuvo el primer premio en el IV Certamen de Bandas de Música del mediterráneo.
. Año 1988 - Primer premio en el XVII Certamen Provincial de la Excma. Diputación de Alicante, primer premio y Mención de Honor en el Certamen Internacional "Ciudad de Valencia", y primer premio en el Certamen de la Comunidad Valenciana, celebrado en Cheste Valencia.
· Año 1989.- Adquirió el primer Premio en el Certamen Regional de Bandas "Ciudad de Altea".
· Año 1990.- Primer Premio y Mención de Honor en el Certamen Internacional "Ciudad de Valencia".
· El 2 de octubre de 2002, el Ayuntamiento de Elda otorgó a la banda la Medalla de Oro de la Ciudad, la máxima distinción municipal, en reconocimiento a su trayectoria y aporte cultural. 
· El 12 de octubre de 2003, la Federación de Sociedades Musicales de la Comunidad Valenciana también le concedió la Medalla de Oro por su aniversario.
· El 17 de abril de 2005 participó en el Certamen Provincial de Bandas de Música organizado por la Diputación de Alicante consiguiendo un 2º premio. 
· El 11 de noviembre de 2005 en el Certamen de Bandas de Música de la ciudad de Murcia le otorgaron el 3º Premio.
· El 19 de julio de 2008 participa en el V Certamen Nacional de Bandas de Música "Vila d'Alginet", obteniendo el 2º premio.